# Brent (Flórida)
Brent é uma Região censo-designada localizada no estado americano de Flórida, no Condado de Escambia.

## Demografia
Segundo o censo americano de 2000, a sua população era de 22.257 habitantes.

## Geografia
De acordo com o United States Census Bureau tem uma área de 
27,2 km², dos quais 27,0 km² cobertos por terra e 0,2 km² cobertos por água.

## Localidades na vizinhança
O diagrama seguinte representa as localidades num raio de 8 km ao redor de Brent. 